# Oenanthe silaifolia
Oenanthe silaifolia é uma espécie de planta com flor pertencente à família Apiaceae. 
A autoridade científica da espécie é M.Bieb., tendo sido publicada em Fl. Taur.-Caucas. 3: 232. [Dec 1819 or early 1820].

## Portugal
Trata-se de uma espécie presente no território português, nomeadamente em Portugal Continental.
Em termos de naturalidade é nativa da região atrás indicada.

## Protecção
Não se encontra protegida por legislação portuguesa ou da Comunidade Europeia.